# Kulochwyt

Piaszczysta skarpa jako kulochwyt na strzelnicy wojskowej

Kulochwyt – instalacja służąca jako bariera do przechwytywania pocisków wystrzeliwanych z broni strzeleckiej. 
Kulochwyty stosowane są najczęściej na strzelnicach, znajdując się za ostatnią linią tarcz. Przybierają zróżnicowane formy, przy czym na strzelnicach otwartych stosuje się zazwyczaj konstrukcje wykorzystujące nasyp z ziemi (niekiedy podparty od tyłu murem). Na strzelnicach zamkniętych (w pomieszczeniach) często używa się zamiast tego odpowiednich skrzyń wypełnionych piaskiem.
Do strzelań mających na celu badania, kulochwyt wypełnia się materiałem który nie niszczy zatrzymywanego pocisku (np. wata i/lub przędza aramidowa albo woda).